# 浩罕 (烏茲別克)
浩罕（發音：[qoqɒn]，羅馬化：Xuqand，羅馬化：Xuqand，羅馬化：Kokon，羅馬化：Xöqand）, 也稱霍罕，是烏茲別克的城市，由費爾干納州負責管轄，位於該國東部，距離首府費爾干納88公里，海拔高度409米，主要經濟活動是工業，2006年人口187,226。

## 參看
- 浩罕汗国